# Kamakura
Kamakura (鎌倉, Kamakura, [kamakɯɾa] ()) uradno Kamakura (鎌倉, Kamakura, [kamakɯɾa] ()) je mesto v prefekturi Kanagava na Japonskem. Je v regiji Kanto na otoku Honšu. Mesto ima ocenjeno število prebivalcev 172.929 (1. september 2020) in gostoto prebivalstva 4359 oseb na km² na skupni površini 39,67 km². Kamakura je bila 3. novembra 1939 imenovana za mesto.
Kamakura je ena od starodavnih prestolnic Japonske, poleg Kjota in Nare, in je služila kot sedež šogunata Kamakura od 1185 do 1333, ki ga je ustanovil Minamoto no Joritomo. To je bila prva vojaška vlada v zgodovini Japonske. Po padcu šogunata je Kamakura doživelo začasen upad. Vendar pa je v obdobju Edo ponovno pridobilo priljubljenost kot turistična destinacija med meščani Eda. Kljub znatnim izgubam zgodovinskih in kulturnih dobrin zaradi velikega potresa v Kantoju leta 1923 je Kamakura še vedno ena glavnih turističnih znamenitosti v regiji Kanto, znana po svojih zgodovinskih znamenitostih, kot sta Tsurugaoka Hačimangu in Veliki Buda iz Kamakure.

## Etimologija
Ime Kamakura se pojavlja v Kodžikiju iz leta 712 in je omenjeno tudi okoli 8 stoletja v Man'jōšū kot tudi v Vamjō Ruidžušō iz leta 938. Vendar se mesto jasno pojavi v zgodovinskih zapisih šele z ustanovitvijo šogunata Kamakura leta 1192 s strani Minamota no Joritoma.
Obstajajo različne hipoteze o izvoru imena. Po najverjetnejši teoriji naj bi bila Kamakura, ki je s treh strani obdana z gorami, všeč tako ognjišču za kuhanje 竃 (kamado, kama) kot tudi skladišču 倉 (kura), ker imata oba odprto le eno stran.
Druga in bolj slikovita razlaga je legenda, ki pripoveduje, kako se je Fudživara no Kamatari ustavil v Juigahami na poti v današnjo prefekturo Ibaraki, kjer je želel v svetišču Kašima moliti za padec Soga no Iruke. Sanjal je o starcu, ki mu je obljubil podporo, in ko se je zbudil, je poleg svoje postelje našel vrsto sulice, imenovano kamajari. Kamatari ga je zapisal v kraju, imenovanem Ōkura. Kamajari plus Ōkura se je nato spremenilo v ime Kamakura. Vendar se zdi, da so se ta in podobne legende pojavile šele po tem, ko je Kamatarijev potomec Fudživara no Joricune leta 1226 postal četrti šogun šogunata Kamakura, nekaj časa po tem, ko se ime Kamakura pojavi v zgodovinskih zapisih. Včasih se je imenoval tudi Renpu (鎌府) (okrajšava za Kamakura šogunat (鎌倉幕府).

## Geografija
Na severu, vzhodu in zahodu je mesto obdano s hribi, na jugu pa z odprto vodo zaliva Sagami, je Kamakura naravna trdnjava. Pred izgradnjo več predorov in sodobnih cest, ki ga zdaj povezujejo s Fudžisavo, Ofuno in Zušijem, je bilo na kopnem vanj mogoče vstopiti le skozi ozke umetne prelaze, med katerimi se je sedem najpomembnejših imenovalo Kamakurinih sedem vhodov (鎌倉七口), ime, ki se včasih prevaja kot Kamakurinih sedem ust. Naravna utrdba je Kamakuro naredila lahko ubranljivo trdnjavo.
Pred odprtjem vhodov je bil dostop na kopnem tako težaven, da Azuma Kagami poroča, da se je Hōjō Masako vrnil v Kamakuro z obiska templja Sōtōzan v Izuju, tako da je s čolnom obšel neprehoden rt Inamuragasaki in prispel v Juigahama. Spet glede na Azuma Kagami, prvi šogun Kamakura, Minamoto no Joritomo, jo je izbral za bazo deloma zato, ker je bila to dežela njegovih prednikov (njegov jukari no či), deloma zaradi teh fizičnih lastnosti.
Severno od mesta stoji gora Gendži 源氏山 (Genjiyama) (92 m), ki nato poteka za Daibucujem in doseže Inamuragasaki in morje.
Od severa proti vzhodu je Kamakura obdana z goro Rokokuken (六国見) (147 m), goro Ōhira (大平山) (159 m), goro Jubu (鷲峰山) (127 m), gora Tendai (天台山) (141 m) in gora Kinubari (衣張山) (120 m), ki segajo vse do Iidžimagasakija in otok Vakae, na meji s Kocubo in Zuši. Od aluvijske nižine Kamakure se odcepijo številne ozke doline, kot so doline Urigayacu, Šakadōgajatsu, Ōgigayacu, Kamegajacu, Hikigajacu in Macubagajacu.
Kamakuro prečka reka Namerigava, ki teče od prelaza Asaina v severni Kamakuri do plaže v Juigahami v skupni dolžini približno 8 kilometrov. Reka označuje mejo med Zaimokuzo in Juigahamo.
Administrativno meji občina Kamakura na severu z Jokohamo, na vzhodu z Zušijem in na zahodu s Fudžisavo. Vključuje številna območja zunaj sedmih vhodov, kot so Jamanouči, Košigoe (腰越), Šičirigahama in Ofuna in je rezultat združitve Kamakure z mesti Košigoe, prevzeto leta 1939, Ofuna, prevzeto leta 1948, in z vas Fukasava, privzeta leta 1948.

### Kita Kamakura (Jamanouči)
Severozahodno od Kamakure leži Jamanouči, običajno imenovan Kita-Kamakura zaradi prisotnosti postaje Kita-Kamakura družbe East Japan Railway Company (JR). Jamanouči pa tehnično nikoli ni bil del zgodovinske Kamakure, saj je zunaj sedmih vhodov. Jamanouči je bil v času šogunata severna meja mesta in pomembna prelaza Kobukorozaka in Kamegajacu, dva od sedmih vhodov v Kamakuro, sta vodila neposredno do njega. Njegovo takratno ime je bilo Sakado-gō (尺度郷). Mejna postojanka je včasih ležala približno sto metrov mimo današnje železniške postaje Kita-Kamakura v smeri Ofune.
Čeprav je zelo majhen, je Jamanouči znan po svojem tradicionalnem vzdušju in prisotnosti, med drugim, treh od petih najvišjih templjev Rinzai Zen v Kamakuri, Kamakura Gozan (鎌倉五山). Ti trije veliki templji so bili zgrajeni tukaj, ker je bil Jamanouči domače ozemlje klana Hōdžō, veje klana Taira, ki je Japonski vladal 150 let. Med najbolj slavnimi državljani Kita-Kamakure sta bila umetnik Isamu Noguči in filmski režiser Jasudžirō Ozu. Ozu je pokopan v Engaku-dži.

## Zgodovina

### Zgodnja zgodovina
Najzgodnejši sledovi človeških naselbin na tem območju segajo vsaj 10.000 let nazaj. Obsidian in kamnita orodja, najdena na izkopaninah blizu Džōraku-dži, so bila datirana v staro kameno dobo (pred 100.000 do 10.000 leti). V obdobju Džōmon je bila gladina morja višja kot zdaj in vse ravninsko ozemlje v Kamakuri do Tsurugaoka Hačimangū in, bolj vzhodno, do Jokohaminih Tocuka-ku in Sakae-ku je bilo pod vodo. Tako najstarejši najdeni fragmenti keramike izvirajo iz hribovskih naselbin iz obdobja med 7500 pr. n. št. in 5000 pr. n. št. V poznem obdobju Džōmon se je morje umaknilo in civilizacija je napredovala. V obdobju Jajoi (300 pr. n. št.–300 n. št.) se je morje še bolj umaknilo skoraj do današnje obale, gospodarstvo pa se je radikalno preusmerilo od lova in ribolova k poljedelstvu.
Azuma Kagami opisuje Kamakuro pred šogunatom kot oddaljen, zapuščen kraj, vendar obstaja razlog za domnevo, da so pisci preprosto želeli dati vtis, da je blaginjo tja prinesel novi režim. Nasprotno, znano je, da so do obdobja Nara (okoli leta 700 n. št.) obstajali tako templji kot svetišča. Sugimoto-dera je bila na primer zgrajena v tem obdobju in je zato eden najstarejših templjev v mestu. Mesto je bilo tudi sedež območnih vladnih uradov in stičišče več kopenskih in pomorskih poti. Zato se zdi povsem naravno, da bi moralo biti mesto določenega pomena, ki bi verjetno pritegnilo Joritomovo pozornost.

### Obdobje Kamakura
Izjemni dogodki, zgodovinski liki in kultura dvajsetih let od rojstva Minamoto no Joritoma do atentata na zadnjega od njegovih sinov so bili skozi celotno japonsko zgodovino ozadje in navdih za nešteto pesmi, knjig, televizijskih dram jidaigeki, Kabuki igre, pesmi, manga in celo video igre; in so potrebni za razumevanje večine tega, kar vidimo v današnji Kamakuri.
Joritomo je po porazu in skoraj popolnem iztrebljenju svoje družine v rokah klana Taira v nekaj letih uspel iz begunca, ki se je pred sovražniki skrival v drevesnem deblu, postati najvplivnejši človek v državi. Po porazu nad klanom Taira je Joritomo postal de facto vladar večjega dela Japonske in ustanovitelj šogunata Kamakura, institucije, ki naj bi trajala 141 let in imela ogromne posledice v zgodovini države.
Dobo šogunata Kamakura zgodovinarji imenujejo obdobje Kamakura in čeprav je njen konec jasno določen (obleganje Kamakure (1333)), njen začetek ni. Različni zgodovinarji postavljajo začetek Kamakure na drugo časovno točko v razponu, ki sega od ustanovitve Joritomove prve vojaške vlade v Kamakuri (1180) do njenega povišanja v čin Sei-i Taišōgun (征夷大将軍) leta 1192. Prej se je mislilo, da se je v tem obdobju dejanska moč v celoti preselila od cesarja v Kjotu k Joritomu v Kamakuri, vendar je napredek raziskav pokazal, da temu ni tako. Tudi po utrditvi moči šogunata na vzhodu je cesar še naprej vladal državi, zlasti njenemu zahodu. Nesporno pa je, da je imela Kamakura določeno avtonomijo in da je politično, kulturno in gospodarsko presegla tehnično prestolnico Japonske. Šogunat si je celo rezerviral območje v Kjotu, imenovano Rokuhara (六波羅), kjer so živeli njegovi predstavniki, ki so tam ščitili njegove interese.
Leta 1179 se je Joritomo poročil s Hōdžō Masako, kar je imelo daljnosežne posledice za Japonsko. Leta 1180 je vstopil v Kamakuro in zgradil svojo rezidenco v dolini, imenovani Ōkura (v današnjem Niši Mikado). Na steli na mestu piše:
Pred 737 leti, leta 1180, je Minamoto no Joritomo tu zgradil svoj dvorec. Utrdil je svojo oblast, pozneje je vladal od doma, zato se je njegova vlada imenovala Ōkura Bakufu (大蔵幕府). Nasledila sta ga njegova sinova Joriie in Sanetomo in ta kraj je ostal sedež vlade 46 let do leta 1225, ko je umrla njegova žena Hōdžō Masako. Nato so ga prenesli v Ucunomija Cudži (宇津宮辻).

Marca 1917 ga je postavil Kamakuračō Seinenkai.
Leta 1185 so njegove sile, ki jim je poveljeval njegov mlajši brat Minamoto no Jošicune, premagale Taira in leta 1192 je od cesarja Go-Tobe prejel naziv Sei-i Taišōgun. Jošicunejeva moč pa je povzročila Joritomovo zavist; odnos med bratoma se je poslabšal in leta 1189 je Joritomo dobil Jošicunejevo glavo, kislo v žganju. Iz istega razloga je leta 1193 dal ubiti svojega drugega brata Norijorija. Oblast je bila zdaj trdno v njegovih rokah, toda dinastija Minamoto in njena moč naj bi se končala tako hitro in nepričakovano, kot sta se začela.
Leta 1199 je Joritomo umrl pri padcu s konja v starosti 51 let in bil pokopan v templju, v katerem je do takrat živela njegova boginja skrbnica. Nasledil ga je njegov 17-letni sin Minamoto no Joriie pod regentstvom njegovega dedka po materini strani Hōdžō Tokimasa. Sledil je dolg in hud boj, v katerem so bili celotni klani, kot so Hatakejama, Hiki in Vada, izbrisani s strani Hōdžō, ki so se želeli znebiti Joritomovih podpornikov in utrditi svojo oblast. Joriie je sicer postal vodja klana Minamoto in bil leta 1202 redno imenovan za šoguna, toda do takrat je prava oblast že padla v roke klana Hōdžō. Joriie je načrtoval, da bi ponovno prevzel svojo oblast, vendar mu ni uspelo in je bil 17. julija 1204 umorjen. Njegov šestletni prvi sin Ičiman je bil že ubit med političnimi pretresi v Kamakuri, medtem ko je bil njegov drugi sin Jošinari pri šestih letih prisiljen postati budistični duhovnik pod imenom Kugjō. Od takrat naprej bi vsa oblast pripadala Hōdžōju, šōgun pa bi bil samo figura. Ker so bili Hōdžō del klana Taira, lahko rečemo, da je Taira izgubil bitko, vendar je na koncu zmagal v vojni.
Joritomov drugi sin in tretji šogun Minamoto no Sanetomo se je večino svojega življenja izogibal politiki in pisal poezijo, vendar ga je februarja 1219 kljub temu ubil njegov nečak Kugjō pod velikanskim drevesom ginka, katerega deblo je še vedno stalo v Tsurugaoka Hačimangū, dokler ni bilo izruvalo neurje v zgodnjih urah 10. marca 2010. Sam Kugjō, zadnji iz svoje vrste, je Hōdžō le nekaj ur pozneje obglavil kot kazen za svoj zločin. Komaj 30 let po šogunatu se je končala dinastija Seiva Gendži, ki jo je ustanovila v Kamakuri.
Leta 1293 je hud potres ubil 23.000 ljudi in resno poškodoval mesto. V zmedi po potresu je Hōdžō Sadatoki, Šiken šogunata Kamakura, izvedel čistko nad svojim podrejenim Taira no Joricuno. V tem, kar imenujemo incident Heizen Gate, so bili Joricuna in 90 njegovih privržencev ubiti.
Regentstvo Hōdžō je trajalo, dokler ga Nita Jošisada ni uničil leta 1333 med obleganjem Kamakure. Pod regentstvom je Kamakura pridobila veliko svojih najboljših in najprestižnejših templjev in svetišč, na primer Tsurugaoka Hačimangū, Kenčō-dži, Engaku-dži, Džufuku-dži, Džōči-dži in svetišče Zeniarai Benten. Družinski grb Hōdžō v mestu je torej še vedno vseprisoten.
Od sredine 13. stoletja je dejstvo, da je bilo podložnikom dovoljeno, da postanejo dejanski lastniki zemlje, ki so jo upravljali, skupaj z navado, da so lahko podedovali vsi gokeninski otroci, vodilo do parcelacije zemlje in dosledno slabitev šogunata. To in ne pomanjkanje legitimnosti je bil glavni vzrok za padec Hōdžōjev.
Po podatkih Inštituta za raziskave svetovnih sistemov je bila Kamakura leta 1250 z 200.000 prebivalci četrto največje mesto na svetu in največje mesto na Japonskem, ki je do leta 1200 zasenčilo Kjoto. Kljub temu, da je Kamakura v bitki pri Dan-no-uri leta 1185 uničil politično in vojaško moč, ki je temeljila na Kjotu, in da se cesar med vojno Džōkjū ni osvobodil Kamakurinega nadzora, se Takahaši (2005) sprašuje, ali je Kamakura vsenacionalna politična hegemonija je dejansko obstajala. Takahaši trdi, da če je Kamakura vladal Kantoju, ni bil samo cesar v resnici še vedno vladar Kansaija, ampak je bilo v tem obdobju mesto v mnogih pogledih politično in administrativno še vedno pod starodavno prestolnico Kjoto. Kamakura je bila preprosto konkurenčno središče politične, gospodarske in kulturne moči v državi, ki je imela Kjoto za glavno mesto.

#### Padec šogunata Kamakura
3. julija 1333 je vojskovodja Nita Jošisada, ki je bil cesarju zvest, napadel Kamakuro, da bi ponovno vzpostavil cesarsko oblast. Potem ko je poskušal vstopiti po kopnem skozi prelaza Kevaizaka in Gokuraku-dži, je s svojimi silami počakal na oseko, obšel rt Inamuragasaki, vstopil v mesto in ga zavzel.
V poročilih o tem katastrofalnem porazu Hōdžō je zapisano, da je skoraj 900 samurajev Hōdžō, vključno z zadnjimi tremi regenti, naredilo samomor v templju svoje družine Tōšō-dži, katerega ruševine so našli v današnjem Ōmačiju. Skoraj ves klan je naenkrat izginil, mesto je bilo oplenjeno in številni templji so bili požgani. Številni preprosti državljani so posnemali Hōdžō in ocenjeno je, da jih je tistega dne od lastne roke umrlo več kot 6000. Leta 1953 je bilo med izkopavanji v bližini Tsurugaoka Hačimangūjevega Ichi no Tori v Juigahami najdenih 556 okostij tistega obdobja, vsi ljudje, ki so umrli zaradi nasilne smrti, verjetno z roko Nitinih sil.

### Obdobji Muromači in Edo
Padec Kamakure označuje začetek obdobja v japonski zgodovini, ki ga zaznamujeta kaos in nasilje, imenovano obdobje Muromači. Kamakura je propadala počasi in dejansko je naslednja faza njene zgodovine, v kateri je kot glavno mesto regije Kantō prevladovala na vzhodu države, trajala skoraj tako dolgo kot šogunat. Kamakura bi prišla iz njega skoraj popolnoma uničena.
Razmere v Kantoju so bile po letu 1333 še naprej napete, privrženci Hōdžōjev pa so tu in tam uprizorili občasne upore. Leta 1335 je Hōdžō Tokijuki, sin zadnjega regenta Takatokija, skušal s silo ponovno vzpostaviti šogunat in premagal Kamakurinega dejanskega vladarja Ašikaga Tadajošija v Musašiju v današnji prefekturi Kanagava. V Košigoeju ga je porazil Ašikaga Takaudži, ki je prišel iz Kjota, da bi pomagal njegovemu bratu.
Takaudži, ustanovitelj šogunata Ašikaga, ki je vsaj nominalno vladal Japonski v 14., 15. in 16. stoletju, je sprva ustanovil svojo rezidenco na istem mestu v Kamakuri, kjer je bil Joritomov Ōkura Bakufu, vendar je leta 1336 prepustil Kamakuri vodstvo njegovega sina Jošiakire in odšel na zahod v zasledovanju Nita Jošisada. Ašikaga se je nato odločil za stalno ostati v Kjotu, tako da je Kamakura namesto tega postala glavno mesto Kamakura-fu (鎌倉府) (ali Kantō-fu (関東府)), regije, ki vključuje province Sagami, Musaši, Ava, Kazusa, Šimōsa , Hitači, Kozuke, Šimocuke, Kai in Izu, katerim sta bila kasneje dodana Mucu in Deva, zaradi česar je enakovredna današnjemu Kantu ter prefekturama Šizuoka in Jamanaši.
Kamakurin vladar se je imenoval kantō kubō, naslov, ki je enakovreden šōgunu, ki ga je prevzel sin Ašikage Takaudžija Motoudži po njegovem imenovanju za kantō kanrei ali namestnika šōguna leta 1349. Motoudži je svoj prvotni naslov prenesel na družino Uesugi, ki je prej imela dedni naslov šicudži (執事), in je nato zagotovil kantō kanrei. Motoudžija je poslal njegov oče, ker je ta razumel pomen nadzora nad regijo Kantō in je tam želel imeti Ašikago na oblasti, toda za upravo v Kamakuri je bila že od začetka značilna upornost, zato šogunova zamisel nikoli ni zares delovala in se je dejansko izognilo. Obdobje kantō kubō je v bistvu boj za šogunat med Kamakuro in Kjotsko vejo klana Ašikaga, ker sta obe verjeli, da imata veljavno pravico do oblasti. Na koncu so morali leta 1454 Kamakuro ponovno zavzeti s silo. Pet kubō, ki jih je zabeležila zgodovina, vsi iz Motoudžijeve krvne linije, so bili po vrsti sam Motoudži, Udžimicu, Micukane, Močiudži in Šigeudži. Zadnji kubō je moral pobegniti v Kogo, v današnji prefekturi Ibaraki, on in njegovi potomci pa so nato postali znani kot koga kubō. Glede na Šinpen Kamakuraši, vodnik, objavljen leta 1685, več kot dve stoletji kasneje kraj, kjer so kubōjev dvorec še vedno puščali prazen, so lokalni kmetje v upanju, da se bo nekega dne vrnil.
Dolgo obdobje kaosa in vojne je sledilo odhodu zadnjega kantō kubō (obdobje Sengoku). Kamakura je bila močno poškodovana leta 1454 in skoraj popolnoma požgana med obleganjem Kamakure (1526). Mnogi njeni državljani so se preselili v Odavaro, ko je postalo pomembno kot domače mesto kasnejšega klana Hōdžō. Zadnji udarec za mesto je bila odločitev šoguna Tokugava leta 1603, da prestavi prestolnico v bližnji Edo, kraj, ki se danes imenuje Tokio. Mesto si ni nikoli opomoglo in se je postopoma vrnilo v majhno ribiško vas, kakršno je bilo pred Joritomovim prihodom. Zgodovinski in geografski slovar Japonske Edmonda Papinota, objavljen leta 1910 v poznem obdobju Meidži, jo opisuje takole:
Kamakura. Majhno mesto (7250 prebivalcev) v Sagamiju, ki je bilo več stoletij druga prestolnica Japonske. [...] Trenutno sta od sijaja preteklosti ostala le znameniti Daibucu in tempelj Tsurugaoka Hačiman

### Obdobje Meidži in 20. stoletje
Po obnovi Meidži so velike kulturne dobrine Kamakure, njena plaža in mističnost, ki je obkrožala njeno ime, naredile Kamakuro tako priljubljeno, kot je zdaj, in v bistvu iz istih razlogov. Uničevanje dediščine se kljub temu ni ustavilo: med protibudističnim nasiljem leta 1868 (haibucu kišaku), ki je sledilo uradni politiki ločevanja šintoizma in budizma (šinbucu bunri), je bilo poškodovanih veliko mestnih templjev. V drugih primerih, ker je bilo mešanje obeh ver zdaj prepovedano, so morala svetišča ali templji oddati nekaj svojih zakladov, s čimer so poškodovali svojo kulturno dediščino in zmanjšali vrednost svojih lastnin. Tsurugaoka Hačimangūjev velikan Niō (仁王) (dva lesena boga čuvaja, ki ju običajno najdemo ob straneh vhoda v budistični tempelj), na primer, ker sta bila predmet budističnega čaščenja in zato nezakonita tam, kjer sta bila, sta bila pripeljana v Džufuku-dži, kjer sta še vedno.
Šintoistično svetišče je moralo uničiti tudi stavbe, povezane z budizmom, na primer njegov stolp tahōtō, njegov midō (御堂) in njegov šičidō garan.  Nekateri budistični templji so bili preprosto zaprti, na primer Zenkō-jdži, ki mu je nekoč pripadal zdaj neodvisni Meigecu-in.
Leta 1890 je železnica, ki je do takrat prispela samo do Ofune, dosegla Kamakuro in pripeljala turiste in nove prebivalce ter z njimi novo blaginjo. Del starodavne Dankazure je bil odstranjen, da bi omogočil prehod nove proge Jokosuka železniškega sistema.
Škodo, ki so jo povzročili čas, stoletja zanemarjanja, politika in modernizacija, je leta 1923 še povečala narava. Epicenter velikega potresa Kantō tistega leta je bil globoko pod otokom Izu Ōšima v zalivu Sagami, nedaleč od Kamakure. Potresi so opustošili Tokio, pristaniško mesto Jokohama in okoliške prefekture Čiba, Kanagava in Šizuoka ter povzročili obsežno škodo po vsej regiji Kantō. Poročali so, da se je morje umaknilo z neverjetno hitrostjo, nato pa so valovi drveli nazaj proti obali v velikem vodnem zidu, visokem več kot sedem metrov in nekatere potopili, druge pa zdrobili pod plazom vodnih odpadkov. Skupno število žrtev potresa, cunamija in požara je preseglo 2000 žrtev. Veliki deli obale so preprosto zdrsnili v morje; in plaža blizu Kamakure je bila dvignjena približno šest metrov; ali z drugimi besedami, kjer je bil le ozek pas peska vzdolž morja, je bilo nad vodno črto popolnoma izpostavljeno široko območje peska.
Veliko templjev, ustanovljenih pred stoletji, je bilo treba obnoviti, zato ima Kamakura samo en nacionalni zaklad v kategoriji stavb (Šariden v Engaku-dži). Velik del dediščine Kamakure je bil iz različnih razlogov skozi stoletja najprej izgubljen in kasneje ponovno zgrajen.

## Pomembne lokacije
Kamakura ima veliko zgodovinsko pomembnih budističnih templjev in šintoističnih svetišč, nekateri od njih, kot je Sugimoto-dera, so stari več kot 1200 let. Najbolj znan je Kotoku-in z monumentalnim bronastim kipom Amide Bude na prostem. Cunami v 15. stoletju je uničil tempelj, v katerem je bil nekoč Veliki Buda, vendar je kip preživel in od takrat ostal na prostem. Ta ikonični Daibucu je nedvomno ena redkih podob, ki predstavljajo Japonsko v kolektivni domišljiji sveta. Kamakura gosti tudi tako imenovanih pet velikih zen templjev (Kamakura Gozan).
Arhitekturna dediščina Kamakure je skoraj neprekosljiva in mesto je nekaj svojih zgodovinskih znamenitosti predlagalo za vključitev na Unescov seznam svetovne dediščine. Čeprav je bil velik del mesta uničen v Velikem potresu v Kantoju leta 1923, so bili poškodovani templji in svetišča, ustanovljeni pred stoletji, od takrat skrbno obnovljeni.
Nekateri Kamakurini poudarki so:

- Prelaz Asaina in njegov Kumano Džindža
- Ankokuron-dži
- An'jō-in
- Čōdžu-dži, eden od dveh bodaijijev (pogrebnih templjev) Ašikage Takaudžija
- Engaku-dži]], ranked Number Two among Kamakura's Great Zen Temples
- Grob Hatakejame Šigejasuja
- Hōkai-dži, posvečen spominu na klan Hōdžō
- Džōči-dži,  uvrščen na četrto mesto Kamakurinih velikih zen templjev
- Tempelj Džōmjō-dži, uvrščen na peto mesto med Kamakurinimi velikimi zen templji
- Džufuku-dži, uvrščen na številko tri med Kamakurinimi velikimi zen templji
- Kaikōzan Hase-dera
- Kamakura-gū v Nikaidu, zgrajen na mestu, kjer je bil princ Morinaga, sin cesarja Go-Daigoja, zaprt in nato obglavljen s strani Ašikaga Tadajošija leta 1335.
- Literaturni muzej Kamakura, nekdanja vila markiza Maeda
- Muzej narodnih zakladov Kamakura
- Botanični vrt prefekture Kanagawa Ofuna
- Kenčō-dži, uvrščen na prvo mesto med Kamakurinimi velikimi zen templji in skupaj s Tsurugaoka Hačimangūjem ponos mesta
- Kōmyō-dži
- Kotoku-in in njegov veliki Buda
- Meigetsu-in
- Moto Hachiman
- Myōhon-dži
- Ōfuna Kannon[29]
- Katasejev Rjūkō-dži
- Svetišče Sasuke Inari in skrita vas
- Prelaz Shakadō
- Sugimoto-dera
- Grad Tamanava, ruševine gradu kasnejšega klana Hōjō
- Tacunokuči, kjer so bili mongolski odposlanci obglavljeni in pokopani
- Tōkei-dži, v preteklosti slovela kot zatočišče za pretepane ženske
- Grobnica Minamoto no Joritomo
- Tsurugaoka Hačimangu, simbol mesta
- Avenija Vakamija Ōdži s tremi toriji in češnjami
- Juigahama, popularna obala
- Svetišče Zeniarai Benzaiten, kamor gredo obiskovalci prati svoje kovance
- Zuisen-dži, pogrebni tempelj Ašikaga kubō, vladarjev v Kamakuri v zgodnjem obdobju Muromači

## Prelaz Šakado
Poleg sedmih vhodov je v mestu še en velik prelaz, ogromen prelaz Šakadō (釈迦堂切通), ki povezuje Šakadōgajacu z okrožjema Ōmači in Nagoe (prej imenovan Nagoši).
Glede na ploščo v bližini samega prelaza ime izhaja iz dejstva, da je tretji Šiken Hōdžō Jasutoki tukaj zgradil Šakadō (budistični tempelj, posvečen Šakjamuniju), posvečen spominu na njegovega očeta Jošitokija. Prvotna lokacija templja ni jasna, vendar so ga zaprli nekaj časa v srednjem obdobju Muromači. Kip Šaka Njorai, ki naj bi bil njegov glavni predmet kulta, je bil razglašen za pomembno kulturno dobrino in je ohranjen v Daien-dži v Meguru v Tokiu.
Čeprav je bil pomemben, prelaz ni veljal za enega od vhodov, ker je povezoval dve območji, obe v celoti znotraj Kamakure. Datum nastanka ni jasen, saj ni izrecno omenjen v nobenem zgodovinskem zapisu, zato bi lahko bil novejši. Zdi pa se zelo verjetno, da je prelaz, ki je povezoval cesto Kanazava z območjem Nagoe, imenovanim Inukakezaka (犬懸坂) in omenjen v Genpei Džōsuiki (源平盛哀記) v zvezi z vojno leta 1180 v Kocubu med klanom Miura in klanom Hatakejama je res prelaz Šakadō. V vsakem primeru prisotnost dveh grobnic jagura v njem pomeni, da ga je mogoče datirati vsaj v obdobje Kamakura. Takrat je bila pomembna tranzitna pot, a je bila tudi precej ožja kot danes in težje prehodna.
Znotraj prelaza sta dve majhni grobnici kagura, ki vsebujeta nekaj gorintōja. Na strani prelaza Šakadōgajatsu, tik pred prvimi hišami, majhna ulica na levi vodi do velike skupine jagura, imenovane Šakadōgajatsu Jagura-gun. Ostajajo kosti nekaterih od stotin članov družine Hōdžō, ki so storili samomor v Tōšō-dži po padcu Kamakure leta 1333.
Prelaz se večkrat pojavi v nekaterih nedavnih japonskih filmih, kot so The Blue Light, (Tada, Kimi o Aishiteru) in Peeping Tom 真木栗ノ穴 (Makiguri no ana). Prelaz je trenutno zaprt za ves promet zaradi nevarnosti padajočega kamenja.
28. aprila 2010, na dan močnega deževja, se je popustil velik del skale na strani Omači prelaza Šakado, zaradi česar je bila cesta začasno neprehodna za pešce.